# Нове (Краматорський район)
Нове — селище в Україні, у Лиманській міській територіальній громаді Донецької області. У селі, після деокупації, мешкає 40 осіб.

## Географія
У селищі бере початок річка Жолобки.